# Nanopilumnus rouxi
Nanopilumnus rouxi is een krabbensoort uit de familie van de Pilumnidae. De wetenschappelijke naam van de soort is voor het eerst geldig gepubliceerd in 1936 door Balss.